# ايرسبيد كويورير
ايرسبيد كويورير (بالإنجليزية: Airspeed Courier)‏ هي طائرة ركاب أحادية السطح، بمحرك واحد، وست مقاعد. أنتجت في المملكة المتحدة. من صناعة ايرسبيد المحدودة. كان أول طيران لها في 10 أبريل 1933. صنع منها 16 طائرة.